# Paul Dresser

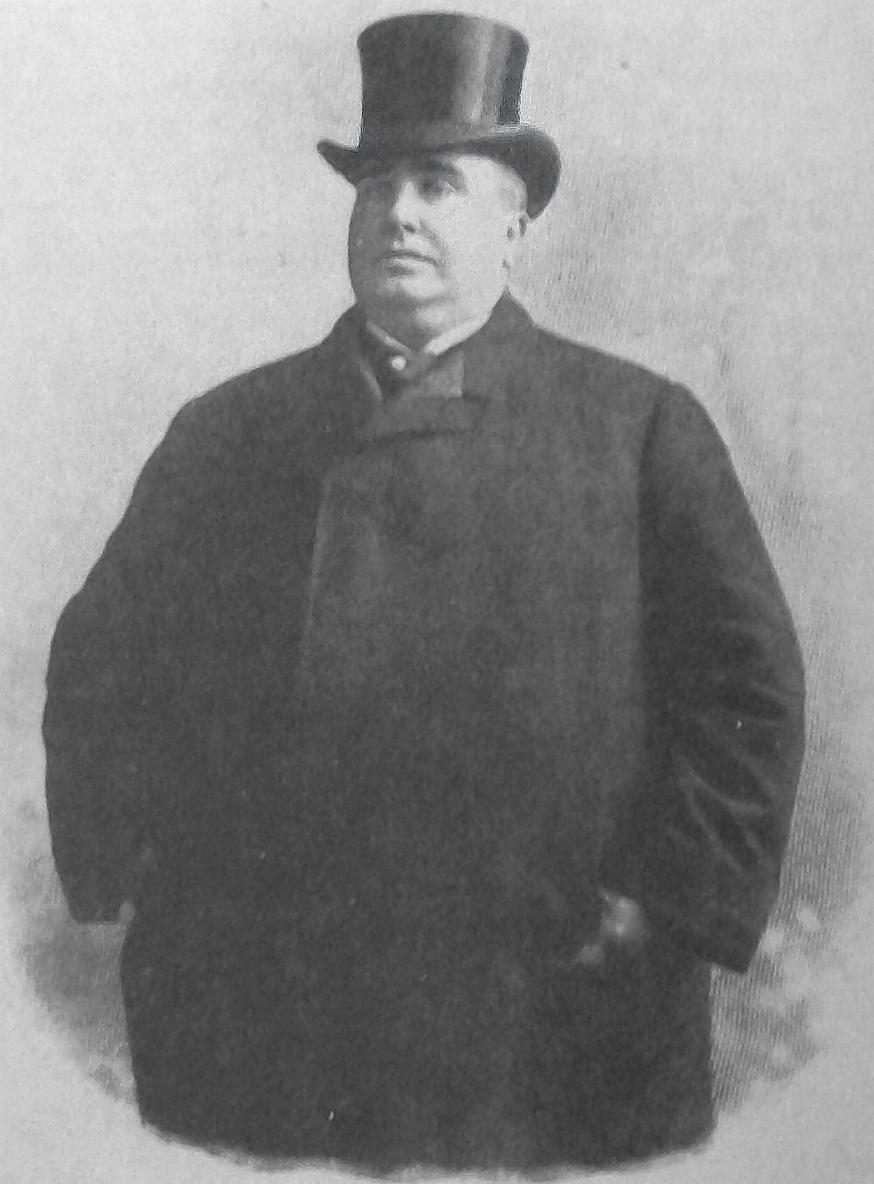
Paul Dresser (1897)

Paul Dresser (* 22. April 1858 in Terre Haute, Indiana, USA als Johann Paul Dreiser Jr.; † 30. Januar 1906 in New York City, New York, USA) war ein US-amerikanischer Sänger, Songwriter, Entertainer und Musikverleger des späten 19. und frühen 20. Jahrhunderts.

## Biografie
Paul Dresser wurde am 22. April 1858 als Johann Paul Dreiser Jr. in Terre Haute (Indiana) als eines der 13 Kinder von Johann Paul und Sarah Mary Schanab Dreiser geboren. Mit zwanzig Jahren änderte er seinen Nachnamen in Dresser. Sein Vater war ein deutscher Einwanderer aus Mayen, seine Mutter, geboren in der Nähe von Dayton (Ohio), war eine Mennonitin, die nach ihrer Flucht und Heirat enterbt wurde. Dressers jüngerer Bruder, Theodore Dreiser, wurde ein bekannter Schriftsteller.
Dresser hatte eine schwierige Jugend. Um 1870 besuchte er kurze Zeit ein katholisches Priesterseminar, danach unterstützte er die Familie mit Gelegenheitsjobs. Er besuchte eine Schule in Terre Haute und hatte Klavierunterricht. Dresser zerstritt sich mit seinem Vater, trieb sich mit Kriminellen herum, begann zu trinken und verbrachte nach Einbrüchen einige Monate im Gefängnis. Dresser war bei seiner Entlassung noch keine zwanzig Jahre alt.
Ab 1876 arbeitete Dresser bei verschiedenen Minstrel-Truppen als Musiker, Sänger und Schauspieler. In dieser Zeit begann er, Lieder zu komponieren, die zeitweise als Paul Dresser Songster, ein Liederbuch mit Notenblättern, vermarktet und nach seinen Auftritten an das Publikum verkauft wurden. Nachdem er 1879 sein Glück in New York City versucht hatte, nahm er eine Stelle als Musiker und gelegentlicher Schauspieler am Apollo Theatre in Evansville (Indiana) an. Hier verfeinerte Dresser seine Fähigkeiten als Musiker und konnte schließlich Erfolge in größeren Städten feiern.
Zwischen 1886 und 1893 veröffentlichte Dresser fast fünfzig Lieder als Notenblätter. 1888 zog er nach New York City und veröffentlichte bei „Willis Woodward and Company“, einen New Yorker Musikverlag in der Gegend, die später als Tin Pan Alley bekannt wurde. Er trat weiterhin in erfolgreichen Shows auf, in denen auch seine Songs gespielt wurden. Auf dem Höhepunkt der Wirtschaftskrise von 1893 wurde Dresser stiller Teilhaber beim Musikverlag „Howley, Haviland and Company“. Das New Yorker Unternehmen veröffentlichte Dressers Werke, während er neue Songwriter anwarb und Sänger ermutigte, die Lieder der Firma aufzuführen. Dresser hörte im Sommer auf zu reisen und aufzutreten, damit er sich auf das Komponieren von Musik und die Werbung für die neue Firma konzentrieren konnte.
Mitte der 1890er Jahre komponierte Dresser seine erfolgreichsten Lieder, darunter On the Banks of the Wabash, Far Away (1897). Aufgrund des großen Erfolgs von Wabash verglichen viele Zeitungen Dresser mit dem bekannten Komponisten Stephen Foster. Wabash war das meistverkaufte Lied seiner Zeit, gemessen an den verkauften Notenblättern; im ersten Jahr wurden über eine Million Exemplare verkauft. 1913 wurde Wabash zur offiziellen Staatshymne von Indiana.
Dresser verdiente ein Vermögen. Doch gegen Ende des 19. Jahrhunderts wandelte sich der amerikanische Geschmack in Sachen Popmusik. Zur gleichen Zeit begann eine neue Gruppe von Textern und Komponisten Tin Pan Alley zu dominieren, und das explosive Wachstum der Tonträger übertraf bald die Notenverkäufe. Dressers Musik verkaufte sich rapide schlechter.
Im Jahr 1900 wurde er geschäftsführender Gesellschafter seines Verlags, der in „Haviland, Howley und Dresser“ umbenannt wurde. Seine Partner hofften, dass Dressers Name das Geschäft ankurbeln würde, aber das Unternehmen war kein Erfolg. Haviland verließ die Partnerschaft im Jahr 1903. Dresser schrieb weiterhin Lieder, aber keines brachte den finanziellen Erfolg, den das Unternehmen zum Überleben brauchte. Im Jahr 1905 meldete das Unternehmen von Howley und Dresser Konkurs an. Dresser war entschlossen, als Musikverleger weiterzumachen, und gründete die Paul Dresser Company, aber auch dieses Unternehmen scheiterte.
Dressers Gesundheitszustand verschlechterte sich Ende 1905 schnell. Als seine Finanzen schließlich aufgebraucht waren, war Dresser gezwungen, das Hotel, in dem er lebte, zu verlassen und in das Haus seiner Schwester und seines Schwagers in New York zu ziehen. Dort starb Dresser am 30. Januar 1906 an einer Gehirnblutung.

## Nachwirkung
Obwohl Dresser keine formale Ausbildung als Komponist hatte, schrieb er Balladen, die großen Anklang fanden. In seiner erfolgreichsten Zeit von 1886 bis 1906 schrieb und veröffentlichte er mehr als 150 Lieder. Die Indiana General Assembly ernannte am 14. März 1913 sein bekanntestes Lied On the Banks of the Wabash zur Staatshymne. Dresser wurde 1970 in die Songwriters Hall of Fame aufgenommen und gilt als einer der „bedeutendsten Komponisten der 1890er Jahre“.
Die Paul Dresser Memorial Association wurde 1922 gegründet, aber ihre Pläne für ein aufwändiges Denkmal in Vigo County, in der Nähe von Terre Haute, wurden nie vollständig verwirklicht. In Terre Haute ist Paul Dresser Drive nach ihm benannt. Das Geburtshaus von Paul Dresser wird in Terre Haute von der Vigo County Historical Society unterhalten. 1967 ernannte die Indiana General Assembly das Haus zum staatlichen Denkmal.
Der Schauspieler Victor Mature spielte Dresser im Filmmusical Die Königin des Broadway (My Gal Sal, 1942).

## Trivia
Columbus Bragg schrieb am 7. November 1914 im Chicago Defender: Mr. William Abel, the race’s greatest descriptive singer, will sing the first Blues song, entitled „Curses,“ by Mr. Paul Dresser. Laut Oxford English Dictionary ist dies das erste bekannte Beispiel, in dem der Term Blues für den Musikstil verwendet wird. Dressers Song The Curse (Der Fluch) stammt aus dem Jahr 1887 und bezog sich auf seine Trennung von der Sängerin May Howard.